# ガチバカ!
『ガチバカ!』は、2006年1月19日から3月23日までTBS系列で放送されたテレビドラマである。放送時間は木曜の22時 - 22時54分。平均視聴率7.8%。主演の高橋克典は初の教師役となった。
柿の木坂高校を舞台とする元プロボクサーの新米教師が生徒と奮闘する姿を描く学園ドラマである。キャッチコピーは「生徒に涙は惜しまない」。

## キャスト

### 主要人物
- 権藤 鉄太（ごんどう てった） - 高橋克典

本作の主人公・新米教師。3年E組担任。通称:ゴンタ。高校時代は手のつけられない程札付きの不良少年だったが、恩師の秋山のおかげで更生し、プロボクサーになったものの、傷害事件を起こしてボクシング界を追放された。その後、恩師の秋山の勧めで大検を経て、夜間の大学に入学。36歳にして教員免許を取得。恩師の葬式に参列していた、柿の木坂高校・元理事長の辻堂健一郎に採用される。バカがつくほど一本気。教師を天職と信じ、常に生徒の身になって考え、どうすれば生徒をよりよい状態に持っていけるかを考えている。頭で考えるより先に体が動いてしまう性格なため小牧や武田校長からは問題視されている。第9話で加奈が中学時代に小室から受けたセクハラを打ち明けた際には、それでも否定を続ける小室を殴り逮捕されたものの、最終話で、過去に小室が加奈以外の複数の女子生徒にもセクハラ行為に及んでいたことが判明。強制わいせつ容疑で逮捕されたことから罪には問われず釈放されたが、その責任を取って柿の木坂高校を自ら退職し、運輸業に転職した。実に高校時代の自分を見ている。フリーター時代、数々の職を転々としたため、色々な人間に顔が利く。
- 辻堂 小牧（つじどう こまき） - 井上和香

柿の木坂高校の理事長で、健一郎の娘。鉄太をあまりよく思っていない。容姿端麗だが酒癖は非常に悪い。クールで冷徹な性格だがたまに思いやりのある一面もみせる。心の底では父の理想を高く評価しているが理想と現実は違うと諦め、元理事長の考え方に反発。しかし、本当は父の創った高校を潰したくないという父への思いが理事長になった最大の理由。佐々岡コウジとは因縁があるらしい。
- 武田 栄二（たけだ えいじ） - 沢村一樹

柿の木坂高校校長。本職は銀行員で、高校の経営を立て直すため校長として出向しているがこの出向がエリートコースから外れたことだと思い、早く成果をあげて銀行に戻りたいと思っている。鉄太を問題児のクラスに配属させる。小牧以上に3年E組と鉄太を問題視している。
終盤では、校長としての役目を終え銀行員として賛同する。それは銀行の本部長の方針が変わり3年後を目処に高校の閉鎖となりオフィスビルを建てる方針に考えている。
- 宇津木 実（うつぎ みのる） - 手越祐也（NEWS）

柿の木坂高校3年E組生徒。クールであまり感情を表に出さないが実は芯が強い一匹狼。3年の夏まで水泳部の強化選手としてオリンピックを目指し、大学もスポーツ推薦で決まっていたが、肩の故障で選手生命を絶たれてしまう。大学からも推薦入学を断られたあげく、学校からはお荷物扱いで、問題児の巣窟・3年E組に入れられてしまう。以来、学校に居場所をなくし、心を閉ざしている。最近はギャングとの関係を持つようになり、ほとんど登校してきていなかったが、鉄太の説得により復学。変な奴と思いつつも自分に本気で向き合ってくれた鉄太を慕うようになる。耕太の万引き事件を助けようとしたことがきっかけでそれまでずっと一人だったが耕太達と絡むようになる。
クラスメイトの加奈とは幼馴染で、好意を持っていた。耕太に言われ告白したがふられた（実と耕太を裏切れないという理由）。マヨネーズと猫(嫌いではない)が苦手。
- 井上 耕太（いのうえ こうた） - 増田貴久（NEWS）

柿の木坂高校3年E組生徒。仲良し4人組の一人。クラスでは明るく人気者だが、家では両親とは仲が悪い。一方で弟の優介とは仲がよく優介が万引き事件でギャングに脅されたときも必死で弟を助けようとした。
実とは最初は仲は良くなかったが万引き事件がきっかけで少しずつ仲が良くなった。
加奈が好きであることをきっかけに一緒に帰ったりするようになった。夢を叶えるため卒業後はアフリカに行った。前出通り加奈にふられたがまだあきらめていない。
- 森本 加奈（もりもと かな） - 黒川智花

柿の木坂高校3年E組生徒。成績優秀で美人だが、先生を毛嫌いしている程反抗的な性格から、試験でわざと白紙の答案用紙を出したことがあった。生徒の間では人気があり、カリスマ性もある。中学3年の時に、当時の担任でとても頼りにしていた小室にセクハラを受け、告発したところ、反対に小室から嘘つき扱いされたことがトラウマになり、教師や大人を信頼していない。それ以降頑なに心を閉ざしていたが、唯一華子だけは心を許し甘えている。沙耶が実に接吻している所を偶然目撃してしまい、それ以降動揺を隠せないでいる。第9話では、数年ぶりに小室と学校で再会し、当時のセクハラの証拠となるテープを探し出すために森本家を荒らされたことから、鉄太に全てを打ち明けた上で、再度鉄太と共に当時小室から受けたセクハラの件を公に告発した。小室にセクハラを受ける前は教師になる夢を持っていた。実や華子とは幼馴染。

### 柿の木坂高校職員
- 辻堂 健一郎（つじどう けんいちろう）　- 北村総一朗

元理事長。鉄太を採用した張本人。娘の小牧に怒られてばかりいる。
- 渡辺 元気（わたなべ げんき） - 小泉孝太郎

柿の木坂高校社会教師・野球部顧問。
- 川上 香（かわかみ かおり） - 滝沢沙織

柿の木坂高校英語教師。
- 町田 塔子（まちだ とうこ） - 虻川美穂子（北陽）

柿の木坂高校養護教諭。占いに入れ込む。
- 金森 政明（かなもり まさあき） - 渡辺哲

柿の木坂高校教頭。武田校長の腰巾着。

### 鉄太の関係者
- 五十嵐忍（いがらし しのぶ） - KABA.ちゃん

鉄太の下宿先の大家。美容院を経営。鉄太の良き理解者でもある。猫（バスカス）を飼っている。
- 秋山 修三（あきやま しゅうぞう） - 井川比佐志

故人。鉄太の高校時代の恩師。
- 辰村（たつむら） - 田中要次

鉄太の昔の仲間で、現在タクシー運転手。

### その他
- 佐々岡コウジ（ささおか コウジ） - 吉永雄紀

ギャングのリーダー。柿の木坂高校の真面目な生徒だったが、2年前、センター試験でカンニングの疑いをかけられ、退学を言い渡され、その頃から小牧たちを恨んでいる。
柿の木坂高校の生徒にドラッグ（中身は栄養剤）を装った薬を飲ませ甲子園出場を叩き潰そうと企むが、小牧が過去の過ちに気づき心から謝罪した事で、和解にいたった。この一件以来小牧は鉄太を信頼するようになる。
- 沙耶（さや） - 酒井彩名

実の元家庭教師。後に実の彼女として付き合い始めるが、実が加奈に対し恋心をずっと向いている事を感じ取り身を引く。その後アメリカ留学へ旅立った。加奈とは良きライバル的な仲。
- 小室（こむろ） - 川野太郎

教育委員会の教育長。都議会の出馬を考えていた。
加奈が中学3年の時の担任で、かつて加奈の憧れの先生だったが、加奈にセクハラし先生を毛嫌いに引き起こした元凶。目的のためならば、手段を選ばなくセクハラの証拠となるテープを探し出すためにヤクザを使い加奈の家を荒らした。加奈が真実を打ち明けた事で、鉄太に殴られる。後に加奈の告発により警察が介入し、最後は強制わいせつ容疑で逮捕された。それと同時に、加奈以外の複数の女子生徒にもセクハラ行為に及んでいたことも判明した。

### 3年E組 生徒
- 深田 裕之（ふかだ ひろゆき、愛称：ヒロ） - 石田卓也

仲良し4人組の一人。現在は母子家庭で、母親は入院中。父親は裕之が小学生の時に離婚しており、授業料を稼ぐために工事現場で働いている。たまたま描いた落書きの絵が、『田村デザインワークス』の田村登志実(代表取締役)の目に止まり認められる。
- 御木本 健児（みきもと けんじ、愛称：ミッキー） - 橋爪遼

仲良し4人組の一人。今までバレンタインチョコを貰った事が無かったが、初めて華子からチョコを貰った事で、クラスメイト達から注目されてしまう。華子が好き。
- 中村 雅志（なかむら まさし） - 斉藤慶太

仲良し4人組の一人。父親はIT企業『ドリームマジック』の社長で、柿の木坂高校に高額寄付をしている。耕太が他校の生徒に怪我をさせられ入院した事で、他校に殴り込みをかけた。その事で裕之と健児が停学処分を受けるが、自分だけ処罰を受けなかった事に悩む。精神的に追い詰められた事で、リモコン爆弾を造り学校を吹き飛ばそうとするが、鉄太や耕太達の説得後に母親からも叱られた事で我に戻った。その後自分も停学処分を受けた。
- 前島 華子（まえしま はなこ） - 石渡吏奈

加奈とは幼馴染で、加奈を大切に思っている。加奈のためならなんでもする優しい女の子ではあるが、その反面自分自身に自信が無くやりたい事も解らなかったため加奈に合わせていた。初めて健児にバレンタインチョコをあげた事で、クラスメイト達から注目されてしまい後に屋上からの飛び降り自殺までに至るが、健児の本心を知った事で事無きを得る。健児の事が好き。
- 影山 祐子（かげやま ゆうこ） - 高部あい

母子家庭。鉄太が最初に親しくなった生徒で、校内案内を兼ねてクラスメイト達の隠れ場所を教えた。高校生とは思えない色気、小悪魔的魅力を持ち無邪気で明るく人なつっこい。鉄太に酒を飲ませ不純異性交友の濡れ衣を着せるが、数日後に鉄太の潔白を校長や理事長達に話した。
人との距離の取り方がわからなく求められれば、簡単に男とセックスする軽い女。だが、決してセックスが好きなわけではなく、自己評価が低いため、男に求められることで自分の価値を確認している。寂しさから不純異性交友を繰り返した挙句妊娠してしまう。辻堂元理事長から母親が妊娠した頃の経緯を知り、産む決意をする。後に柿の木坂高校を退学し鉄太の勧めで、定時制高校に転入する。保育士になる夢を持つ。
- 清家 ひかり（せいけ ひかり） - 渡辺夏菜

勉強が苦手だった彼女は、美人になる事で大逆転の道しかないと思い、美容整形の手術費用を稼ぐためにキャバクラ『ジュリエット』で働いていた。店で知り合った客にそそのかされレイプされそうになるが、鉄太の乱入により事無きを得る。かつての彼氏の母親から、「馬鹿な娘はやめて大学生などの美人で賢い娘がいくらでもいる」と反対され彼氏に振られた事から、コンプレックスを持っていた。
- 芥川 翔 - 須藤謙太朗（大好物）
- 犬伏 勇作 - 一太郎
- 家田 力也 - 藤井貴規
- 牛島 理恵 - 安座間美優
- 漆原 麗華 - 奥村有紀（大好物）
- 海江田 京子 - 清水由紀
- 柴田 琴美 - 高下彩
- 島谷 清美 - 原南海子
- 白石 転 - 新保清貴
- 塚田 麻弥 - 平沢いずみ
- 長嶋 かなめ - 藤本久美
- 林 一 - 秋山良人
- 馬場 真介 - 植原卓也
- 窓山 渡 - 山崎将平
- 三原 甲 - 今市直之
- 船木 多香子 - 辰巳奈都子
- 山田 克 - 川崎龍一
- 末次みどり - 田崎りさ
- 星野 かなた - 矢口聖来
- 渡良瀬 遥 - 三井保奈美
- 箕輪 謙吾（いつわ けんご） - 未登場

不登校中の問題児。公式HPに名前が記されていたのみで、実際に登場する事は無かった。

### ゲスト
- 悠城早矢（Round 1、宇津木実の妹・昌子）
- 朝加真由美（Round 1、宇津木実の母）
- 藤田宗久（Round 2、井上耕太の父・智幸）
- 伊野尾慧（Round 2、井上耕太の弟・優介）
- 俵木藤汰（Round 5、桃ケ丘高校教師）
- 藤吉久美子（Round 5、中村雅志の母・節子）
- 麻丘めぐみ（Round 6、深田裕之の母・深雪）
- 佐戸井けん太（Round 6、深田裕之の父）
- 伊藤さおり（北陽）（Round 6、ラーメン屋の出前持ち）
- 勝部演之（Round 7、梅林学園・広岡理事長）
- 加藤貴子（Round 8、影山祐子の母・千里）
- 薬師寺保栄（Round 9、ボクシングジムの先輩）
- 須永慶（Round 9、銀行本部長・長沢）
- 飯田覚士（Final Round、大西一樹）

## スタッフ
- 製作：TBS、ドリマックス・テレビジョン
- チーフプロデューサー：貴島誠一郎
- 脚本：旺季志ずか、楠野一郎
- タイトルCG：岩下みどり（ケネックジャパン）
- プロデューサー補：吉村剛弘（ホームページでは「たちばな」名義）
- プロデューサー：橋本孝
- 演技指導：秦秀明
- 演出：松田礼人、竹村謙太郎、山本剛義、竹之下寛次

## サブタイトル
| Round 1                                                     | バカが学校を救う         | 2006/1/19 | 9.8% |
| Round 2                                                     | パンツと100万円のビデオ  | 2006/1/26 | 7.6% |
| Round 3                                                     | キャバクラ危険なバイト!? | 2006/2/2  | 9.1% |
| Round 4                                                     | 屋上の中心で愛を叫ぶ!    | 2006/2/9  | 7.4% |
| Round 5                                                     | 死ぬな…俺達は一生友達だ  | 2006/2/16 | 6.6% |
| Round 6                                                     | 説教するならカネをくれ!  | 2006/2/23 | 7.8% |
| Round 7                                                     | 衝撃の急展開! クラス消滅 | 2006/3/2  | 7.1% |
| Round 8                                                     | 妊娠…娘の決断と母の涙    | 2006/3/9  | 8.3% |
| Round 9                                                     | 傷だらけの少女…命の逆襲  | 2006/3/16 | 7.4% |
| Final Round                                                 | 卒業…それぞれの旅立ち    | 2006/3/23 | 6.7% |
| ※平均視聴率7.8%（視聴率はビデオリサーチ社（関東地区）調べ） |                          |           |      |

## テーマ曲
- 主題歌：倉木麻衣 「ベスト オブ ヒーロー」(GIZA studio)
作詞：倉木麻衣　作曲・編曲：徳永暁人
- オープニングテーマ：AAA（トリプル・エー） 「ハレルヤ」（avex）
- 挿入歌：Hawaiian6 「flower」（1話のみ）
- 挿入歌：BOØWY 「わがままジュリエット」（3話のみ）
- 挿入歌：チューリップ「青春の影」（8話のみ）

## 楽曲の無断使用問題
- 2006年1月19日に放送された第1話の劇中にて、HAWAIIAN6の楽曲を本人達の直接の許諾なく使用し問題になった。後に所属レーベルPIZZA OF DEATH RECORDSの要望により制作側との話し合いが設けられたが、制作側は「楽曲使用料をJASRACに支払いさえすれば著作者に直接許諾を得ることなく放送で曲を使用できる」と自らの正当性を主張。しかし、本件は明らかな著作者人格権の侵害であり、それを制作側が認識していなかったとは考えづらい。後日、レーベル側はホームページにて事の顛末を報告。「番組サイドには、主張を含めたバンド・レーベルの姿勢に対してご理解頂きました。あとは全て番組サイドの今後の対応にお任せするつもりです。まあ、どうなるか見ていましょう。」としている。その後、制作側からの謝罪、または賠償があったかは不明。